# Skolidrott
Skolidrott kallas sport och idrott i skolorna. Högre skolor kan ha ett lag, och skoltävlingar förekommer. Detta är bland annat vanligt i USA på high school och college. I till exempel Sverige hade många läroverk omfattande skolidrott under parallellskolsystemets dagar. Fenomenet förekommer i Sverige än i dag, främst på idrottsgymnasierna, men numera är det vanligare att ungdomar idrottar i förening på fritiden, utanför skolans verksamhet.